# Aladino (cantante)
Norberto Enrique Vargas Mármol (Guayaquil, Ecuador, 21 de agosto de 1955),más conocido como Aladino el mago de la Rockola, o simplemente Aladino, es un cantante de rockola ecuatoriano, quien también se ha desempeñado como actor y presentador de televisión.

## Biografía

### Primeros años
Nació el 21 de agosto de 1955, en Guayaquil, Ecuador, cuando su madre Carmela tenía 16 años de edad y su padre Norberto, 48. Es el mayor de ocho hermanos, creció en el barrio Cristo del Consuelo, y tuvo varios oficios como lustrar zapatos, vendedor de velas, gasfitero y conserje.

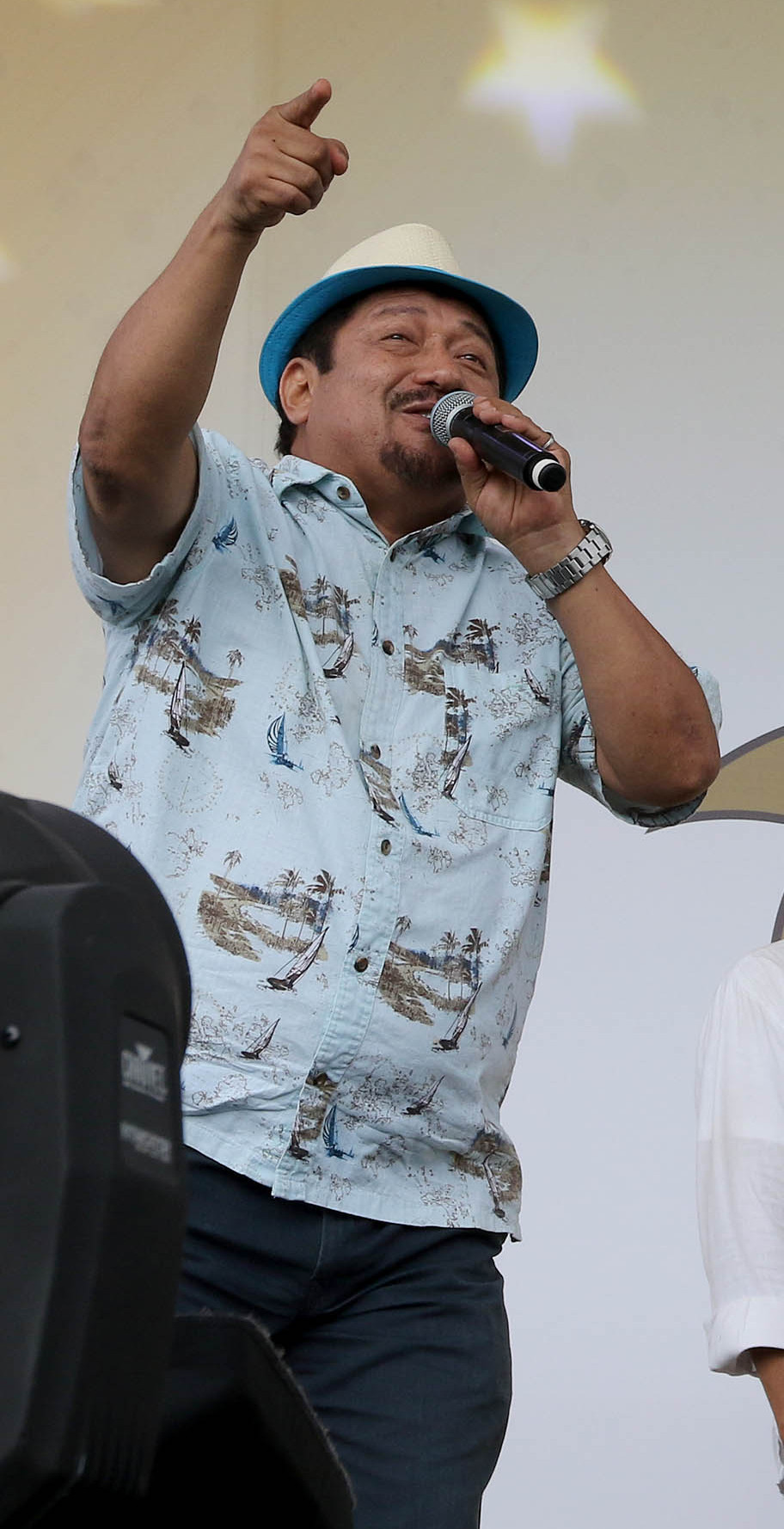
Aladino en 2015.

Estudió en tres colegios, el "César Borja Lavayen", "Pichincha" y "Provincia de Galápagos", en este último se graduó en contabilidad. Estudió dos años de Derecho en la universidad.
A temprana edad ganó un certamen musical por lo que pudo grabar dos discos con temas musicales de género balada, con los que iba promocionandose sin éxito y más tarde formó un grupo con un amigo.

### Carrera
En 1977 acompañó a unas grabaciones musicales a unos amigos, donde luego de escuchar por varias horas la canción Mujer bolera que intentaban grabar sin éxito por problemas de voz, se la aprendió, y su amigo Billy Balseca le pidió que fuese él quien cante la canción para grabarla. A esta canción Aladino agregó la frase: “Para ti, colorada infiel, por el daño que me hiciste”; la cual popularizó con el tiempo, y que originalmente era dicha por Pablo Aníbal Vela, El Rey de la Cantera en el programa radial El Rey de la Cantera de Radio Noticias Universal (La Fabulosa) donde Aladino trabajó como operador de consola. El tema Mujer bolera, el cual fue grabado en casete, se la dio a Aníbal Vela para que la escuche, quien luego la transmitió al aire, siendo del agrado del público quien pedía se repita el tema. Al poco tiempo una disquera lo contactó para que cante rockola y grabe el tema. Sus temas fueron un éxito con un estilo particular para agregar frases dialogadas entre las canciones de forma lúdica, al mismo tiempo que creó un pasito propio para bailar mientras canta. También popularizó mucho su número telefónico, 691060 (actualmente en desuso) por la manera en como lo promocionaba tanto en las presentaciones como en la televisión.
Varios de sus temas conocidos son Tu perfume, Ya tiene 15 años, Triste Navidad, Asciéndeme a marido, entre otros. Uno de sus temas más afamados es Penas, ha grabado 500 canciones y escrito otras 70.
También se desempeñó como animador, locutor de radio, actor de telenovelas y de series de televisión.

### Vida personal
Enrique Vargas Mármol adoptó el nombre artístico de Aladino porque para él, su éxito fue mágico como si tuviera una lámpara maravillosa, en alusión al personaje árabe de Aladino. Se casó con Glenda Jaime con quien tuvo cuatro hijas; Wendy, Carla, Ginger y Gianela; y un hijo; Cristopher. A la edad de 50 años inició la carrera de Periodismo en la Facultad de Comunicación Social de la Universidad de Guayaquil.